# Samson-Scan-Typ
Der Samson Scan-Typ war eine Bauserie von drei Schwergutschiffen der Leeraner Jansen-Werft.

## Einzelheiten
Die in den Jahren 1976/77 gebauten Schiffe Samson Scan, Hermes Scan und Mammoth Scan entstanden im Auftrag der dänischen Reederei Blæsbjerg & Co. Als Eignergesellschaften wurden in Aarhus die Rederikommanditselskabet Bulk Tramp, die Rederikommanditselskabet Supertrans und die Heavy Trans K/S gegründet. Nach der Ablieferung wurden die Schiffe für weltweite Schwerguttransporte eingesetzt. Schon am 2. Januar 1981 sank mit der Mammoth Scan das letztgebaute und leistungsfähigste Schiff des Trios. Die beiden verbliebenen Schiffe wurden 1985 an die deutsche Schwergutreederei Schiffahrtskontor Altes Land (SAL) veräußert. Ab 1989/90 fuhren beide Schiffe als Barde Team und Braut Team für eine norwegische Reederei. Letzteres sank Anfang Juni 1991 auf einer Reise von Xingang nach Eregli in Position 06°04'N/088°51'E  vor der Ostküste Sri Lankas, die verbliebene Barde Team ging schließlich am 24. Dezember 1999 auf der Position 06°01'S/78°39'E verloren.

## Technik
Die ersten beiden Schiffe verfügten jeweils über zwei Stülcken-Schwergutgeschirre mit jeweils 150 Tonnen Tragfähigkeit. Die beiden Schwergutgeschirre des letztgebauten Schiffes besaßen eine nochmals deutlich erhöhte Tragfähigkeit von jeweils 250 Tonnen. Zusätzlich besaßen alle Schiffe einen verfahrbaren Bulklift-DK70-10A9,5TG Kran mit 10 Tonnen Tragfähigkeit.

## Die Schiffe
| Schwergutschiffe des Typs Samson Scan | Schwergutschiffe des Typs Samson Scan | Schwergutschiffe des Typs Samson Scan | Schwergutschiffe des Typs Samson Scan | Schwergutschiffe des Typs Samson Scan                       | Schwergutschiffe des Typs Samson Scan |
| Bauname                               | IMO Nummer                            | Werft/Baunummer                       | Stapellauf Indienststellung           | Eigner/Reederei                                             | Umbenennungen und Verbleib |
| ------------------------------------- | ------------------------------------- | ------------------------------------- | ------------------------------------- | ----------------------------------------------------------- | --- |
| Samson Scan                           | 7503635                               | Jansen/143                            | 1976                                  | Rederikommanditselskabet Bulk Tramp Blæsbjerg & Co., Aarhus | 1985 → Antje, 1989 → Barde Team, am 24. Dezember 1999 von Singapur kommend mit einer Ladung Stahlröhren auf der Position 06°01'S/78°39'E gesunken |
| Hermes Scan                           | 7507564                               | Jansen/144                            | 1976                                  | Rederikommanditselskabet Supertrans Blæsbjerg & Co., Aarhus | 1985 → Annegret, Dezember 1988 → Houston, 1990 → Braut Team, am 6. Juni 1991 auf einer Reise von Xingang nach Eregli vor der Ostküste Sri Lankas aufgegeben und am folgenden Tag in Position 06°04'N/088°51'E gesunken |
| Mammoth Scan                          | 7700142                               | Jansen/145                            | 1976 1977                             | Heavy Trans K/S Blæsbjerg & Co., Aarhus                     | Am 15. Oktober 1980 beim Löschen von Stahl in Abu Dhabi gekentert, zwei Wochen später gehoben, am 13. November im Schlepp der Groenland zur Reparatur nach Leer bestimmt, am 28. Dezember im Schlechtwetter vor Algerien Schleppleine gerissen, am 31. Dezember wieder im Schlepp und am 2. Januar 1981 vor Málaga geankert, aber von den spanischen Hafenbehörden nach See verwiesen und dort am selben Tag gesunken |

## Einzelbelege
1. ↑  Referenzliste der Bulklift AS (Seite nicht mehr abrufbar. Suche in Webarchiven) (PDF; 79 kB)
2. ↑  Die Samson Scan bei ems-schiffe.
3. ↑  Die Hermes Scan (Seite nicht mehr abrufbar. Suche in Webarchiven) bei uim.marine (französisch)
4. ↑  Die Mammoth Scan bei wrecksite (englisch)